# 도르니에 Do 215

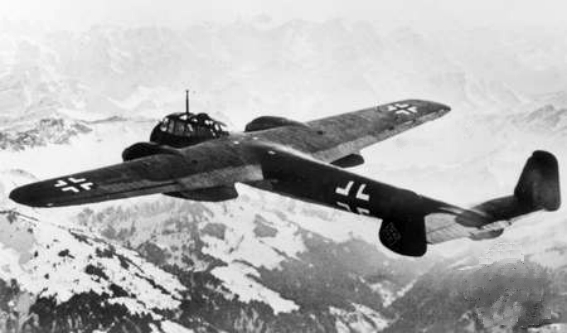

도르니에 Do 215(Dornier Do 215)는 도르니에가 처음에는 수출용으로 제작한 경폭격기, 항공정찰기, 나중에는 야간 요격 전투기였으며 루프트바페에도 사용되었다. 전작 도르니에 Do 17처럼 슬림한 동체 때문에 "날아다니는 연필"이라는 칭호를 받았다. Do 215의 후속은 Do 217이다. 총 105대가 생산되었다.

## 변종
- Do 215 V1
- Do 215 V2
- Do 215 V3
- Do 215 A-1
- Do 215 B-0
- Do 215 B-1
- Do 215 B-2
- Do 215 B-3
- Do 215 B-4
- Do 215 B-5

## 운용국
- 독일
- 헝가리
- 소련
- 스웨덴
- 유고슬라비아 왕국
- 네덜란드

## 같이 보기
- 도르니에 Do 217